# Muraenosaurus
A Muraenosaurus egy körülbelül 8 méteres Plesiosauria volt, amely a középső jurában élt és kétszer akkora volt, mint hasonló rokona, a Nothosaurus. A Muraenosaurus valószínűleg tengeri növényeket (Pl. Korallokat) evett, mint kevés Plesiosauria például az Elasmosaurus. Ezeket a növényeket recés fogaival őrölte meg és nyelte le. Ezzel szemben a Nothosaurus húsevő volt, és a Muraenosaurus közeli rokona lehetett.